# Spoorlijn 144 (België)
Spoorlijn 144 is een Belgische spoorlijn die Gembloers met Jemeppe-sur-Sambre verbindt. De lijn is 14,4 km lang.
Deze  spoorlijn is ook de kleinste van Wallonië en samen met spoorlijn 82 (Burst-Aalst), de minst bediende spoorlijn van België, zonder klokvaste dienstregeling (1 of meerdere treinen per uur) met beide enkel een aantal piekuurtreinen tijdens de spits op werkdagen (in tegenstelling tot lijn 82 wordt deze lijn wel bediend tijdens schoolvakanties).
Met de dienstregeling die inging op 13 december 2020 werd het aanbod uitgebreid met 5 extra piekuurtreinen.

## Geschiedenis
Op 5 maart 1877 werd de enkelsporige lijn tussen Gembloers en Jemeppe-sur-Sambre officieel geopend door de Staatsspoorwegen. Na de Eerste Wereldoorlog, in 1921, werd de spoorlijn op dubbelspoor gebracht en op 25 februari 1957 was de spoorlijn geëlektrificeerd met een bovenleidingsspanning van 3 kV. De maximumsnelheid bedraagt 90 km/u.
De spoorlijn ligt in de noord-zuid-as van het goederenvervoer in België en maakt deel uit van de Europese goederencorridor Noordzee - Middellandse Zee. Goederenverkeer vanuit Luxemburg rijdt via de Athus-Maaslijn, langs Namen, Ottignies en Leuven naar Antwerpen. Om de vooral door reizigersverkeer verzadigde spoorlijn 161 te ontlasten en om de helling van 17 promille in Mont-Saint-Guibert te vermijden, wordt er tussen Namen en Ottignies langs twee alternatieve trajecten gereden. In de richting van Antwerpen rijdt men vanuit Namen langs spoorlijn 130 tot Jemeppe-sur-Sambre om dan via spoorlijn 144 naar Gembloers te rijden en verder over spoorlijn 161 naar Ottignies. In de richting van Luxemburg rijdt men in Ottignies via spoorlijn 140 naar Fleurus om daar langs de heraangelegde spoorlijn 147 naar Auvelais in de vallei van de Samber te rijden, alwaar men via spoorlijn 130 naar Namen rijdt.
Vanwege het belang voor de Europese goederencorridor werd deze lijn, samen met de andere lijnen die daar deel van uitmaken, als een van de eerste in België uitgerust met het Europese veiligheidssysteem ETCS.
Anno 2020 is het tweede spoor buiten werking gesteld en op bepaalde plekken is het tweede spoor opgebroken en rijden alle twaalf treinen over spoor 1. Er rijdt ook een bus 144A van station Gembloers naar station Jemeppe-Sur-Sambre. Deze bus volgt de volledige spoorlijn en stopt ook aan de tussenliggende stations.

## Treindiensten
De NMBS verzorgt het personenvervoer met piekuurtreinen.
(Deze dienstreg
| Serie | Traject                                    | Regeling    | Bijzonderheden                |
| ----- | ------------------------------------------ | ----------- | ----------------------------- |
| P     | (Tamines -) Jemeppe-sur-Sambre - Gembloers | 12× per dag | 2 treinen van en naar Tamines |

## Aansluitingen
In de volgende plaatsen is of was er een aansluiting op de volgende spoorlijnen:
Gembloers
Spoorlijn 147 tussen Landen en Tamines
Spoorlijn 161 tussen Schaarbeek en Namen
Jemeppe-Froidmont
Spoorlijn 130/1 tussen Jemeppe-Froidmont en Y Moustier
Jemeppe-sur-Sambre
Spoorlijn 130 tussen Namen en Charleroi-Centraal